# Verde Valle, San Pedro Tlaquepaque
Verde Valle är en ort i Mexiko.   Den ligger i kommunen San Pedro Tlaquepaque och delstaten Jalisco, i den centrala delen av landet, 400 km väster om huvudstaden Mexico City. Verde Valle ligger 1 554 meter över havet och antalet invånare är 259.
Terrängen runt Verde Valle är huvudsakligen platt, men västerut är den kuperad. Runt Verde Valle är det mycket tätbefolkat, med 2 345 invånare per kvadratkilometer. Närmaste större samhälle är Guadalajara, 15,4 km nordväst om Verde Valle. Trakten runt Verde Valle består till största delen av jordbruksmark.